# Ecuos
Los ecuos  (en latín aequi) fueron un pueblo antiguo del noreste del Lacio, en Italia, cuyo nombre es mencionado constantemente por Tito Livio como enemigos de la antigua Roma, durante los tres primeros siglos de existencia de esta ciudad.
Ocupaban la parte superior del valle del río Anio (Aniene), del Tolenus (Turano) y del Himella (afluente del Aia, en Rieti), de los montes Hérnicos y del lago Fucino, entre el Lacio y los Abruzos. Su territorio estaba entre los latinos y los marsos, cercanos a los hérnicos (al este) y a los sabinos (al oeste).
Estos cursos fluviales eran torrentes de montaña que fluían hacia el norte y desembocaban en el Nar (Nera) (del sabino azufre), río de Italia que nace en el Fiscellus, que separa la Sabina de la Umbría y se lanza en el Tíber hacia Ocriculum.

## Localización
Su ciudad principal era Nersae, lugar no localizado citado por Virgilio. Plinio el Viejo nombra como ciudades ecuas a Carseoli, en el valle del Turano, y a Cliternia, en el valle del Salto. Tito Livio incluye Alba Fucens, que según el historiador fue fundada en territorio ecuo después de la conquista romana; pero que fue poblada por otras gentes. Plinio el Viejo dice que los cominos, tadiates, cédicos y alfaternos eran pueblos ecuos.
Ocupaban el territorio detrás del Tibur y de Preneste, ciudades latinas. Se extendieron a territorio latino y ocuparon la ciudad latina de Bola y otras, aunque fracasaron en la conquista de Preneste, llegaron hasta el monte Álgido (actual monte Artemisio). Tito Livio describe la conquista del castillo Fucinum, que aunque la atribuye a los volscos, seguramente fue obra de los ecuos.
La población formaba núcleos organizándose en vici (aldeas) o en oppida —sitios fortificados en las alturas que, muchas veces, eran también santuarios— donde se refugiaba la población de las aldeas de ser necesario. También estaban organizados en varios pagi (distritos) que comprendían uno o varios vici y oppida.

## Origen
Probablemente fueron de la misma rama que los volscos, quienes serían de la etnia de los oscos o ausonios de Italia central, con influencias sabinas.
Su idioma era de la familia de las lenguas itálicas, de la rama osco-umbra. Eran junto con los volscos considerados por los romanos como «enemigos eternos» (veteres hostes romanorum).

## Historia
Los ecuos eran un pueblo guerrero. Combatían principalmente con emboscadas, incursiones rápidas y razias. 
Durante el reinado de Tarquinio Prisco en Roma, hubo una guerra entre ecuos y romanos, en la que los primeros fueron derrotados y sometidos, al menos nominalmente. Tarquinio el Soberbio firmó un tratado de paz con los ecuos. 
En 494 a. C. invadieron territorio latino, y sus pobladores pidieron ayuda a Roma. Los ecuos tuvieron a los volscos como aliados. Los hérnicos se aliaron con Roma. Las luchas duraron muchos años. Del 494 a. C. al 450 a. C. los ecuos llevaron la iniciativa y obtuvieron muchas victorias. El cónsul romano Lucio Emilio Mamerco emprendió en 484 a. C. una guerra contra los volscos y ecuos. Venció a estos últimos en el campo de batalla y después asedió y rindió Tusculum, y de nuevo, 90 años más tarde, su principal centro urbano fue tomado.
En 463 a. C. acamparon en el Monte Álgido. Por aquellos años ocuparon las ciudades latinas de Bola, Vitelia, Corbio, Labicum, y Pedum. Llegaron a tomar Preneste, la segunda ciudad latina, alcanzando las estribaciones orientales de los montes Albanos.
En 458 a. C., el cónsul romano Lucio Minucio Esquilino Augurino, levantó un campamento cerca de la ciudad de Tusculum (Túsculo) cuando marchaba hacia el Monte Álgido para enfrentarse a los ecuos, aliados con los volscos, pero se mostró poco ofensivo y el ejército consular fue asediado por tropas ecuas. El dictador Lucio Quincio Cincinato, liberó al cónsul y batió a los ecuos en la Batalla del monte Álgido (actual castillo del Aglio en Roca Priora), en ese mismo año (o en 457 a. C.) Pese a esta victoria la situación no sufrió un cambio radical. 
Desde la invasión de los galos de 450 a. C., los ecuos no consiguieron ningún éxito y de hecho perdieron empuje. Fueron derrotados por dictador romano Aulo Postumio Tuberto en 428 a. C., año estimado del comienzo de su supuesta decadencia. En 415 a. C. perdieron el Monte Álgido. Es posible que por esta época, los ecuos estuvieran ayudando a los volscos contra los samnitas. En dicha época también perdieron las ciudades latinas que ocupaban. 
Después de las invasiones galas, disminuyó la fuerza de los ecuos, tal vez debido a las pérdidas sufridas durante las guerras contra los propios galos. Las campañas ecuas de 386 y 385 a. C. fracasaron, y seguramente debieron dejar de guerrear contra Roma, pues no aparecen en las fuentes durante 80 años. 
En 304 a. C., tras vencer en la segunda guerra samnita, junto a los hérnicos se lanzaron a la guerra contra los romanos, que acabó en una derrota total, infringida por los cónsules Publio Sempronio Sofo y Publio Sulpicio Saverrión. Sus ciudades fueron ocupadas por los romanos (Tito Livio dice que fueron 41). Según este historiador, los ecuos fueron exterminados, pero no fueron definitivamente sometidos hasta el final de la segunda guerra samnita;, con lo que parece ser una forma limitada de libertad.  Si bien hace falta decir que en los años siguientes se vuelve a encontrar a los ecuos luchando de nuevo contra Roma en dos campañas en las que fueron derrotados. En la primera, Roma decidió acabar definitivamente con los ecuos, quienes habían apoyado a aquellos en la fase final del conflicto. En poco tiempo Décimo Junio Bruto Esceva destruyó su principal ciudad Trebula Suffenas. La fundación sobre el territorio de las colonias romanas de Alba Fucens (303 a. C.) y Carsoli (298 a. C.) terminó con la independencia de los ecuos.

### Bajo la égida romana
Finalmente se sometieron a la República romana y fueron admitidos como ciudadanos romanos, e incluidos en las tribus Aniensis y Terentina, recién creadas. A partir de ese momento los ecuos fueron denominados latinos y su nombre desapareció, excepto para los habitantes de algunos valles más allá del Lacio. 
En época imperial aún existía un municipio con su nombre: Res Publica Aequiculanorum i Municipium Aequicolanorum. Se menciona como colonia romana el ager Ecicilanos, que se supone que es una deformación de Ager Aequiculanus.